# Malus bhutanica
Malus bhutanica là loài thực vật có hoa trong họ Hoa hồng. Loài này được (W.W. Sm.) J.B. Phipps mô tả khoa học đầu tiên năm 1994.